# Gottfried Albin de Wette
Gottfried Albin de Wette (* 1697 in Synderstedt; † 1768 in Mellingen bei Weimar) war ein Pfarrer in Mellingen und Chronist der Stadt Weimar.
De Wette gilt als erster Weimarer Stadtchronist, so auch als Gewährsmann für die Orgel-Dispositionen der Bach-Zeit in Weimar. Er ließ seine Werke über die Historischen Nachrichten von der berühmten Residentz-Stadt Weimar bei dem Hofbuchhändler Heinrich Siegmund Hoffmann (Hoffmann’s Buchhandlung) in Weimar erscheinen, der wiederum auch alle lokal- und regional bedeutsamen Schriften zu drucken hatte, wie etwa die amtlichen Schriften Johann Gottfried Herders und damit auch kirchenhistorische Periodika. Bei der Hoffmann’s Buchhandlung veröffentlichte er eine Geschichte der Weimarischen Herzöge. 

## Schriften
- Historische Nachrichten von der berühmten Residentz-Stadt Weimar, Heinrich Siegmund Hoffmann Weimar 1737. auch über
- Kurzgefaßte LebensGeschichte der Herzoge zu Sachsen, welche vom Churfürst Johann Friedrich an, bis auf den Herzog Ernst August Constantin, zu Weimar regieret haben, entworfen, von Gottfried Albin de Wette, Carl Ludolf Hoffmann Weimar 1770